# Gakuji Ota
Gakuji Ota (født 26. december 1990) er en japansk fodboldspiller, som spiller for den japanske fodboldklub Kataller Toyama.